# Spiegelkevers
Spiegelkevers (Histeridae) zijn een familie van kevers (Coleoptera).

## Kenmerken
De kevers zijn 0,5 tot 20 millimeter lang en hebben een hard gechitiniseerd, plomp, meestal plat en cilindrisch lichaam. Ze zijn vaak glanzend en zwart van kleur. Sommige soorten hebben donkere of roodbruine vlekken. De verkorte dekschilden laten een of twee achterlijfssegmenten onbedekt. De korte voelsprieten hebben 8 tot 11 leden, een duidelijke knik en één tot drie segmenten die aan het uiteinde verdikt zijn in de vorm van een knots. De kop wordt meestal teruggetrokken in de borst. Hun poten zijn meestal kort, hun tarsi hebben vijf segmenten of slechts vier aan de achterpoten.

## Leefwijze
Spiegelkevers verstijven (thanatose) wanneer ze worden bedreigd. De voelsprieten en de poten worden in daarvoor bestemde lichaamsopeningen getrokken. De poten zijn geëvolueerd tot graafpoten, waarbij de getande voorpoten, vooral op de voorste schenen, in de loop van hun leven aanzienlijk slijten.
Kevers en larven zijn roofzuchtig en jagen op andere insecten en hun larven. Ze leven onder andere in karkassen, uitwerpselen (bv. Hister quadrimaculatus), onder schors (Hololepta plana), op stromende boomsappen, sommige in vogelnesten, holen van knaagdieren of in mierennesten (Hetaerius ferrugineus) of in schorskeverholen.

## Verspreiding en leefgebied
Deze familie komt wereldwijd voor in mest, aas, onder schors, in tunnels van houtborende insecten en mierennesten.

## Systematiek
Wereldwijd zijn ongeveer 3.900 soorten en 330 geslachten beschreven. Ongeveer 314 soorten en ondersoorten komen voor in Europa, waarvan 32 geslachten met ongeveer 100 soorten inheems zijn in Centraal-Europa. In Duitsland zijn er 83 soorten.

## Onderfamilies en tribus
De familie is als volgt onderverdeeld:
- Onderfamilie Niponiinae Fowler, 1912
- Onderfamilie Abraeinae MacLeay, 1819
  - Tribus Abraeini MacLeay, 1819
  - Tribus Acritini Wenzel, 1944
  - Tribus Acritomorphini Wenzel, 1944
  - Tribus Plegaderini Portevin, 1929
  - Tribus Teretriini Bickhardt, 1914
- Onderfamilie Trypeticinae Bickhardt, 1913
- Onderfamilie Trypanaeinae Marseul, 1857
- Onderfamilie Saprininae Blanchard, 1845
- Onderfamilie Dendrophilinae Reitter, 1909
  - Tribus Dendrophilini Reitter, 1909
  - Tribus Anapleini Olexa, 1982
  - Tribus Bacaniini Kryzhanovskij, 1976
  - Tribus Paromalini Reitter, 1909
- Onderfamilie Onthophilinae MacLeay, 1819
- Onderfamilie Tribalinae Bickhardt, 1914
- Onderfamilie Histerinae Gyllenhal, 1808
  - Tribus Histerini Gyllenhal, 1808
  - Tribus Exosternini Bickhardt, 1914
  - Tribus Hololeptini Hope, 1840
  - Tribus Omalodini Kryzhanovskij, 1972
  - Tribus Platysomatini Bickhardt, 1914
- Onderfamilie Haeteriinae Marseul, 1857
  - Tribus Haeteriini Marseul, 1857
  - Tribus Nymphistrini Tishechkin, 2007
  - Tribus Synoditulini Tishechkin, 2007
- Onderfamilie Chlamydopsinae Bickhardt, 1914

## In Nederland voorkomende soorten
- Genus: Abraeus
  - Abraeus granulum
  - Abraeus parvulus
  - Abraeus perpusillus
- Genus: Acritus
  - Acritus homoeopathicus
  - Acritus komai
  - Acritus nigricornis
- Genus: Atholus
  - Atholus bimaculatus
  - Atholus duodecimstriatus
  - Atholus praetermissus
- Genus: Carcinops
  - Carcinops pumilio
- Genus: Chalcionellus
  - Chalcionellus decemstriatus
- Genus: Dendrophilus
  - Dendrophilus punctatus
  - Dendrophilus pygmaeus
- Genus: Eblisia
  - Eblisia minor
- Genus: Gnathoncus
  - Gnathoncus buyssoni
  - Gnathoncus communis
  - Gnathoncus nannetensis
  - Gnathoncus rotundatus
- Genus: Haeterius
  - Haeterius ferrugineus
- Genus: Halacritus
  - Halacritus punctum
- Genus: Hetaerius
  - Hetaerius ferrugineus
- Genus: Hister
  - Hister bissexstriatus
  - Hister helluo
  - Hister quadrinotatus - (Viervlekspiegelkever)
  - Hister unicolor
- Genus: Hololepta
  - Hololepta plana
- Genus: Hypocacculus
  - Hypocacculus rubripes
- Genus: Hypocaccus
  - Hypocaccus crassipes
  - Hypocaccus dimidiatus
  - Hypocaccus metallicus
  - Hypocaccus rugiceps
  - Hypocaccus rugifrons
- Genus: Kissister
  - Kissister minimus
- Genus: Margarinotus
  - Margarinotus bipustulatus
  - Margarinotus brunneus - (Aasplompkever)
  - Margarinotus carbonarius
  - Margarinotus ignobilis
  - Margarinotus marginatus
  - Margarinotus merdarius
  - Margarinotus neglectus
  - Margarinotus obscurus
  - Margarinotus punctiventer
  - Margarinotus purpurascens
  - Margarinotus striola
  - Margarinotus terricola
  - Margarinotus ventralis
- Genus: Myrmetes
  - Myrmetes paykulli - (Zwarte Mierenspiegelkever)
- Genus: Onthophilus
  - Onthophilus punctatus
  - Onthophilus striatus
- Genus: Paromalus
  - Paromalus flavicornis
  - Paromalus parallelepipedus
- Genus: Platysoma
  - Platysoma angustatum
  - Platysoma compressum
  - Platysoma elongatum
- Genus: Plegaderus
  - Plegaderus caesus
  - Plegaderus dissectus
  - Plegaderus vulneratus
- Genus: Saprinus
  - Saprinus aeneus
  - Saprinus immundus
  - Saprinus planiusculus
  - Saprinus politus
  - Saprinus rugifer
  - Saprinus semistriatus
  - Saprinus subnitescens
  - Saprinus virescens
- Genus: Teretrius
  - Teretrius fabricii